# Blankenbach (Bawaria)
Blankenbach – miejscowość i gmina w Niemczech, w kraju związkowym Bawaria, w rejencji Dolna Frankonia, w regionie Bayerischer Untermain, w powiecie Aschaffenburg, wchodzi w skład wspólnoty administracyjnej Schöllkrippen. Leży około 12 km na północny wschód od Aschaffenburga, nad rzeką Kahl, przy linii kolejowej Schöllkrippen – Hanau.
Gmina powstała w 1966 w wyniku połączenia gmin Großblankenbach i Kleinblankenbach

## Dzielnice
W skład gminy wchodzą dzielnice:
- Schöllkrippen
- Schneppenbach
- Hofstädten

## Polityka
Wójtem jest Jürgen Niegisch. Rada gminy składa się z 12 członków:
|      | CSU | SPD | Wolna Grupa Wyborców | Razem     |
| 2002 | 5   | 3   | 4                    | 16 miejsc |